# Mario Fürthaler
Mario Fürthaler (* 26. Oktober 1984) ist ein österreichischer Fußballspieler.

## Karriere
Fürthaler begann seine Karriere beim FC Stadlau sowie beim SV Gerasdorf. 2003 wechselte er von Stadlau zum SC Untersiebenbrunn, von wo aus er 2005 in die Bundesliga zum VfB Admira Wacker Mödling wechselte. Fürthaler gab sein Bundesligadebüt am 13. Juli 2005 gegen den FK Austria Wien, wo er durchspielte. In diesem Jahr stieg er mit der Admira auch aus der Bundesliga ab und ein Jahr später aus der Ersten Liga. 2007 spielte er für eine Saison beim ASK Schwadorf, ehe er nach der Fusion der Admira mit Schwadorf zu VfB Admira Wacker Mödling zurückkehrte.
Ab Sommer 2009 stand Fürthaler beim Floridsdorfer AC in der Regionalliga Ost unter Vertrag. Für den FAC kam er zu acht Regionalligaeinsätzen. Im Jänner 2010 wechselte er zum fünftklassigen FC Hellas Kagran. In Kagran absolvierte er in zweieinhalb Jahren 69 Partien in der Oberliga, in denen er 30 Tore erzielte. Zur Saison 2012/13 schloss sich der Außenverteidiger dem viertklassigen SR Donaufeld Wien an. Mit Donaufeld stieg er 2014 in die Regionalliga auf, allerdings nach einer Spielzeit direkt wieder aus dieser ab. In sechs Jahren in Donaufeld kam Fürthaler zu 172 Einsätzen in der Regional- und Stadtliga, in denen er 74 Treffer machte.
Zur Saison 2018/19 wechselte er zum niederösterreichischen Landesligisten SV Stripfing. Mit Stripfing stieg er 2019 in die Regionalliga auf. In zwei Jahren im Weinviertel spielte er 44 Mal in den Spielklassen drei und vier. Zur Saison 2020/21 wechselte er zurück nach Wien zum Stadtligisten ASK Elektra Wien. Für Elektra kam er in jener Saison zu zwölf Einsätzen in der vierthöchsten Spielklasse. Zur Saison 2021/22 fusionierte der Verein mit dem Regionalligisten Team Wiener Linien zum TWL Elektra, dem er sich daraufhin auch anschloss. Für das TWL kam er zu acht Regionalligaeinsätzen.
Zur Saison 2022/23 kehrte er nach Kagran zurück.